# 很久很久以後 (最後生還者)
《很久很久以後》是美國後末日题材電視劇《最後生還者》第一季的第三集。該集由創劇人之一克雷格·麥辛編劇，彼得·霍爾执导，2023年1月29日在HBO播出。在該集裡，喬爾（佩德羅·帕斯卡飾）與艾莉（貝拉·拉姆齊飾）前往麻薩諸塞州林肯鎮去找比爾（尼克·奧佛曼飾）。打從二十年前蟲草菌疫情爆發後，比爾就在原本居住的小鎮獨自生存下來，期間他遇到了外來者法蘭克（莫瑞·巴特利特飾），該集的中段描繪了兩人一起度過的餘生。該集的標題取自琳达·罗什塔的1970年歌曲Long Long Time，這首歌在比爾和法蘭克的關係中發揮重大作用。
該集的編劇麥辛嘗試將比爾和法蘭克在原作遊戲中的故事加以延伸；他覺得可以藉此深入探索愛情、快樂，以及時間的流逝。該集拍攝於2021年9月，在加拿大艾伯塔省高河鎮的舊比奇伍德區（Beachwood）等地拍攝外景。美術指導約翰·帕諾（John Paino）和其團隊花了六至十二週搭建了比爾居住的小鎮。該集在首播當天吸引640萬名觀眾。大多數劇評人稱該集為第一季最棒的一集，並讚賞奧佛曼與巴特利特的演技、麥辛寫的劇本，以及霍爾的導演功力。該集收穫不少獎項，霍爾榮獲美国导演工会奖最佳劇情類影集導演，奧佛曼則被選為黄金时段艾美奖最佳戲劇類影集男客串演員，後一個獎項巴特利特也有入圍。

## 劇情
2023年，在危難中失去同伴泰絲（安娜·托芙飾）後，喬爾（佩德羅·帕斯卡飾）帶著艾莉（貝拉·拉姆齊飾）繼續旅行，徒步前往麻薩諸塞州林肯鎮。喬爾在那裡有個認識的人，名叫比爾。途中兩人進入路邊一間屋子，喬爾尋找著以前藏於此處的物資，艾莉則進入地下室探看，並用刀刺死了一名無法動彈的蟲草菌感染者。繼續上路後，兩人遇到一處萬人塚，喬爾解釋說，20年前蟲草菌疫情爆發時，軍隊為了避免食物和棲身處不夠，會將一部分的倖存者集中起來殺死。
故事倒敘至2003年，生存主义者比爾（尼克·奧佛曼飾）躲在自家地堡裡，監看軍隊撤離林肯鎮居民的情形。軍民離開後，比爾搜刮人去樓空的商場和加油站，除了生活物資外，他也蒐集材料來建造發電機、通電圍欄和陷阱，過上獨自一人的生活。過了四年（2007年），比爾的陷阱逮到了一名流浪者法蘭克（莫瑞·巴特利特飾），後者說服比爾給他一餐熱食，允許他淋浴並換上乾淨衣物。在比爾家中，法蘭克用鋼琴彈唱情歌Long Long Time，並邀請比爾接手。彈唱過程中，法蘭克意識到比爾從來沒有過伴侶，並主動親吻了他，隨後兩人上床做愛。三年後（2010年），兩人已經同居，法蘭克邀請外人泰絲和喬爾到家作客，討論合作經營走私生意的可能性。厭世的比爾不願接受，喬爾指出小鎮上防禦設備的漏洞，並表示願意提供修補材料，說服了比爾。又過了三年（2013年），一群掠奪者企圖攻進小鎮，雖然防禦設施將之逼退，但比爾在持槍反擊時腹部中彈，法蘭克立即為他處理傷口。
十年後（2023年），比爾和法蘭克都還活著，但也垂垂老矣，後者身患退行性疾病而不良於行。一天，法蘭克坦承想要結束自己的生命，並希望比爾協助執行。比爾帶著法蘭克一起穿上新裝，在客廳舉行結婚儀式。晚餐過後，比爾將足以致命的藥物摻入法蘭克的酒裡，兩人敬酒後，比爾承認自己的酒裡也下了藥，稱自己不願在法蘭克死後獨活。最後兩人一起回到臥室。
抵達林肯鎮後，喬爾與艾莉進到比爾的屋子裡，艾莉找到一封比爾留給喬爾的信。比爾在信裡同意喬爾帶走卡車、武器或任何需要的物資，並自述他如何透過關心和保護法蘭克，找到了活著的目的。比爾還寫說，喬爾和他一樣，都有著保護珍視之人的任務，喬爾意識到比爾所指之人是泰絲後，一時之間變得情緒化。之後，喬爾和艾莉商量好，他們將開走比爾的卡車，啟程前往怀俄明州找尋喬爾的弟弟湯米，湯米或許可以協助把艾莉交付給地下組織「火螢」，達成兩人旅行的目的。出發前，喬爾給艾莉設了新的規矩：他們倆都不要提起泰絲或各自的過去，艾莉必須隱瞞自己對蟲草菌免疫，並遵從喬爾的指示。兩人盡可能將比爾留下的物資打包帶走，艾莉找到一把手槍，並偷偷塞進背包裡。駛離林肯鎮時，車上的卡帶一路播放著Long Long Time。

## 製作

### 構思與編劇

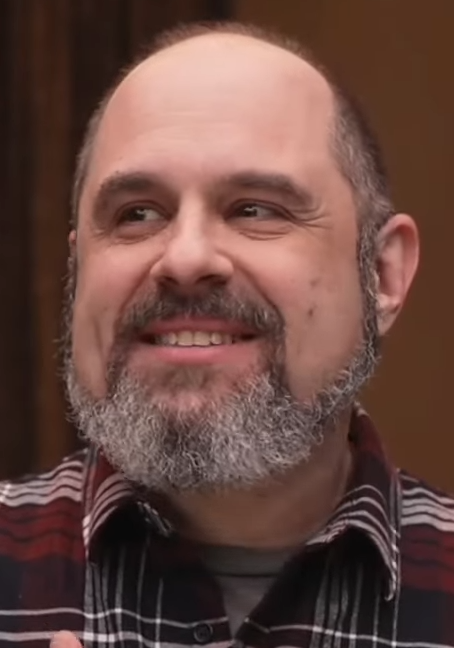
該集由克雷格·麥辛編劇，他是整齣劇的開創者之一

《很久很久以後》是電視劇《最後生還者》第一季的第三集，編劇是該劇的創劇者之一克雷格·麥辛，導演是彼得·霍爾。霍爾任職某一集導演的情報於2021年7月由加拿大導演工會公開。霍爾有玩過原作遊戲《最後生還者》（2013年），但其續作《最后生还者 第II章》（2020年）則沒有。改編電視劇的消息公布後，他「盼望加入其中」，並因執行製作人蘿絲·拉姆（Rose Lam）的邀請而得以如願。爛番茄於2022年12月揭露了該集的標題。對於該集的片長，霍爾的初剪版有約77分鐘長，超出普通電視劇分集的長度（約1小時以內），他因此有了罪惡感，將該集剪成72分鐘後才上繳。但麥辛堅持要保留某些要素，使得最終成品長75分鐘；霍爾後來認為當初要是剪成59分鐘的話，大家會覺得這集不怎麼奏效。麥辛在訪談中暗示原版劇本的篇幅「還要更長」，足以拍成十個小時的內容。《Deadline Hollywood》在2023年5月發布了麥辛的劇本（2022年3月21日的修訂版），並譽之為年度十佳之一。
相較於緊張激烈的前兩集，麥辛希望這集是「擺脫恐懼的中場休息」，在沒有危機環伺的情況下探尋希望。該集中比爾與法蘭克的故事與原作遊戲不同，遊戲中只有一些線索暗示兩人可能有同性戀關係；比爾在喬爾（由玩家操控）陷入危難時出場搭救，法蘭克已在被蟲草菌感染後自缢而亡。一開始麥辛覺得遊戲裡對比爾的安排是顧及玩家的遊玩體驗，而電視劇可以更深入這個角色。進一步地，他想要把比爾與法蘭克的故事一起擴展，並將想法分享給另一位創劇者尼尔·德鲁克曼（亦是原作遊戲的主要班底）。德魯克曼認同麥辛的看法，認為整齣劇的整體表現會因此而更好；他也覺得一段得以善終的關係來得正是時候，因為這齣劇至此已上演數個悲慘收場的例子。德鲁克曼也指出，電視劇觀眾無法像遊戲玩家那樣操控角色並體驗動作場面，所以遊戲裡比爾與喬爾並肩作戰的橋段放到電視劇裡會太過無聊（26:03）。麥辛認為該集可以藉由新的故事，向觀眾點出快樂和平靜依然可及。他也期許能藉該集探討用關愛或用保護行為來展現的兩種愛情，並一窺在後末日世界中愛是如何存在的。
對於劇情編排的細節，麥辛在該集裡把握機會，呈現遊戲中未描繪到的時間流轉，以及蟲草菌疫情爆發後二十年內的事件。考慮到該集有著很長的時間跨度，麥辛仔細研究了比爾的天然氣能維持多久，以及他是如何建立電力網的。該集刻意不明確說明法蘭克所患的退行性疾病；麥辛稱他的病可能是肌萎缩侧索硬化的前期或多发性硬化症（35:26）。比爾在該集裡有一句台詞「這不是戲劇結尾的悲劇性自殺場景」，該台詞的靈感來自馬特·克勞利編的舞台劇《男孩夜派對》（1968年）；麥辛想要避開同性戀情總是悲劇一場的常見套路（38:07）。該集的最後一個鏡頭是敞開的窗戶，對應到原作遊戲的主選單畫面。麥辛與德鲁克曼曾有個構想，即安排HBO Max的觀眾必須在網站上點擊窗戶鏡頭以開始觀看；兩人後來棄置該構想，但將拍好的鏡頭用到該集裡。麥辛覺得該鏡頭暗喻著承諾和失去，也意味著比爾和法蘭克一同安息（46:35）。霍爾覺得這個鏡頭留給了比爾和法蘭克最後一個瞬間。飾演法蘭克的莫瑞·巴特利特認為該鏡頭很浪漫，比爾的演員尼克·奧佛曼則稱之情感強烈；麥辛覺得該集的收尾是個美好結局。德鲁克曼認為比爾的遺書是一個提醒，讓喬爾想起自己在前兩集裡未能保護女兒莎拉和夥伴泰絲的失敗（3:05）。

### 選角與角色描寫
2021年7月15日，報導稱莫瑞·巴特利特與康·歐尼爾將分飾法蘭克和比爾。巴特利特並不熟悉原作遊戲，但在讀過劇本後深受吸引而加入。他在接下這個角色後摸索了原作遊戲，並認為裡面的角色、故事和主題充滿電影感。據麥辛所述，製作人們在巴特利特試鏡時潸然淚下。德鲁克曼預料有的粉絲會感到不滿，因為法蘭克的登場與遊戲故事分歧。同年12月5日，巴特利特稱尼克·奧佛曼將會出演該劇，且兩人的角色在劇中經常同框；兩天後，報導稱奧佛曼成為比爾的新演員，歐尼爾退出的原因是該劇與另一電視劇《海盜追殺令》撞檔（13:36）。麥辛原本希望找兩名男同性戀者來飾演法蘭克與比爾，但在兩人之一歐尼爾離開後，麥辛被執行製作人卡洛琳·史特勞斯提出的人選奧佛曼所吸引。
對於選上像奧佛曼這樣的喜劇演員，麥辛自稱是運用了從文斯·吉利根那裡學來的道理——「搞笑的人都有深沉的靈魂」，就如同吉利根作品《絕命毒師》中的布莱恩·科兰斯顿和《絕命律師》裡的鮑勃·奧登科克那樣。和歐尼爾一樣，奧佛曼原本也遇到行程問題，但在其妻梅甘·马拉利為他看過劇本後決定參演；他被《最後生還者》的內容吸引，並因為熱衷工藝而對精通此道的比爾充滿親切感。在開拍前，霍爾、執行製作人埃文·韦尔斯和賈桂琳·萊斯可（Jacqueline Lesko）與奧佛曼和巴特利特兩人會面並共進晚餐，用意是增進對角色的理解。奧佛曼開始上工時，鬍子刮得乾乾淨淨且留短髮；但製作團隊決定為他加上長髮和一把鬍子，以延續比爾在遊戲中的形象。比爾在該集裡的首句台詞「今天休想，你們這些新世界秩序的渾蛋軍人」在劇本中只是一串敘述性文字，但奧佛曼堅持要將之唸出來。奧佛曼也為比爾家的娛樂區挑選了一些書和影片。
為了準備該集裡的鋼琴彈唱，奧佛曼和巴特利特接受一名歌唱老師的協助；巴特利特的訓練方向是要唱得很爛。奧佛曼與身為歌手的妻子马拉利一起彩排要唱的歌，並擔心自己表現不夠好，攝影指導艾本·博特（Eben Bolter）回憶道，奧佛曼在彈唱橋段的拍片間隔時雙手發顫。麥辛和奧佛曼都是异性恋，兩人向劇組中的男同性戀成員尋求建議，對象包含巴特利特、霍爾、剪輯師提摩西·A·古德（Timothy A. Good）與製片經理塞西爾·歐康納（Cecil O'Connor）。到最後，麥辛認為這些人的年紀其實比他們的性取向來得重要，因為他想探討的是長久且堅定的關係（13:54）；麥辛已結婚27年，他了解在長期關係中「有各種不同的愛存在」。麥辛也認為，奧佛曼缺乏飾演男同性戀者的經驗，對飾演比爾有加分作用，因為這個角色在探索自我性取向這方面同樣缺乏經驗。奧佛曼覺得比爾這個角色有其重要性，他希望藉由演出打破性別刻板印象。在拍攝床戲時，奧佛曼注意到比爾的不自在「很容易就演得出來」，因為現場有劇組成員在旁看著。

### 音樂

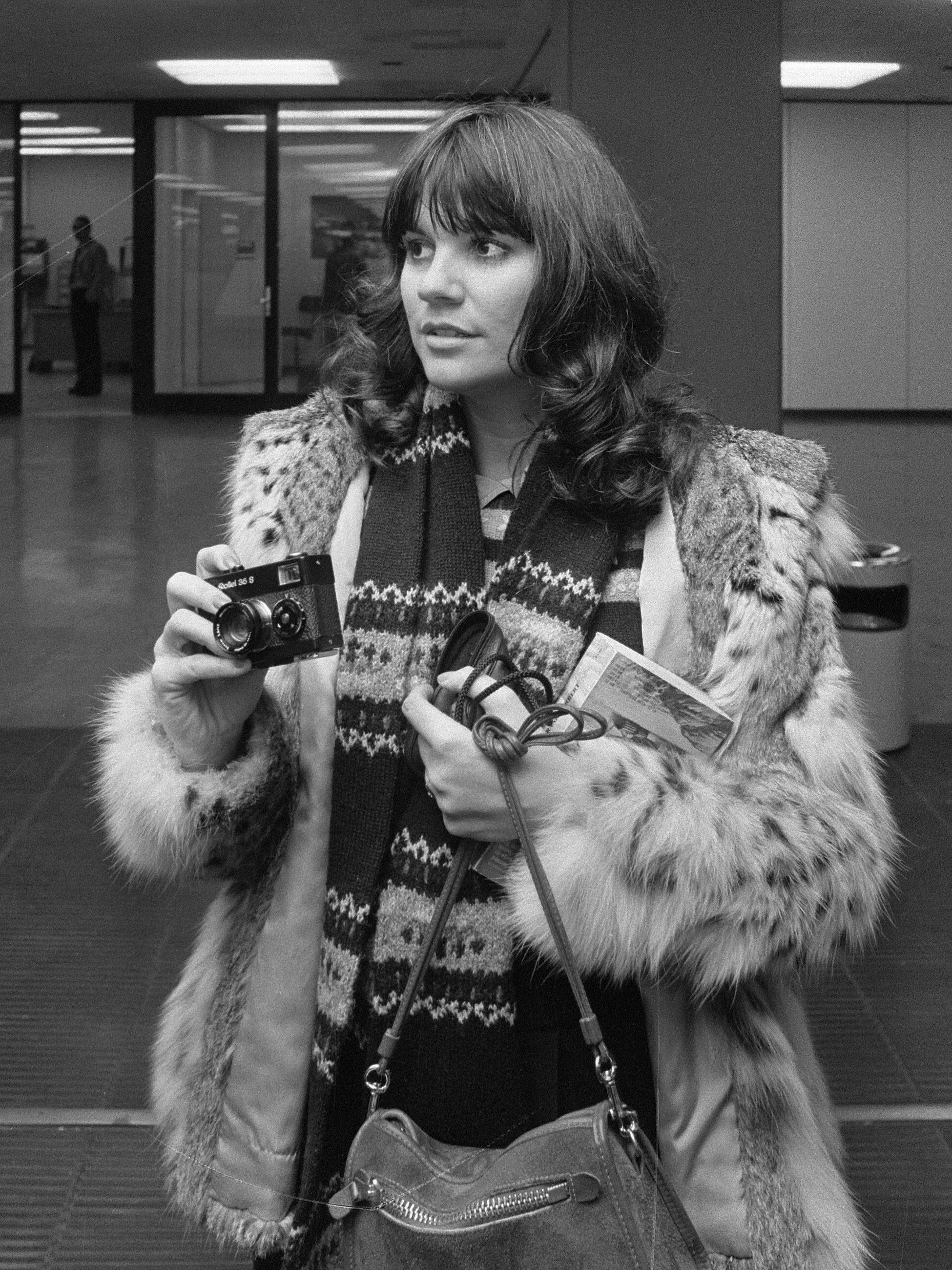
琳达·罗什塔的歌曲在該集裡舉足輕重，該曲呈現了未得到滿足及認可的愛

麥辛希望比爾與法蘭克在初次建立聯繫時，是透過一首關於因孤獨而心痛的歌（16:40），而且這首歌要「讓你平靜面對自己將永遠隻身一人這件事」。麥辛在選歌時陷入苦惱，於是在2021年2月找上好友賽斯·魯德斯基，請他提供一首音樂劇歌曲，曲風要類似於《帷幕》（2006年）裏頭的I Miss the Music。魯德斯基提議用《嘉年華！》（1961年）裡的Her Face，麥辛認為這是「完美之選」。在得知這首歌要用在深櫃男子唱歌給出櫃男子的場景後，魯德斯基改為推薦琳达·罗什塔演唱、蓋瑞·懷特（Gary White）作詞作曲的Long Long Time；他覺得該曲的歌詞呈現了一種得不到對方認同的愛。魯德斯基在該集裡獲得顧問的名分。Long Long Time的主題涵蓋無從滿足的愛以及時間的療傷效果。與法蘭克一同彈唱該曲的瞬間，是比爾的內心深處轉變的起點；他發現自己置身於一段始料未及、充滿愛意的長期關係，最終意識到自己居然在乎另一個人。歌詞呼應了比爾和法蘭克之間萌生的關係：
| Love will abide, take things in stride Sounds like good advice, but there's no one at my side And time washes clean, love's wounds unseen That's what someone told me, but I don't know what it means. | 都说爱是逆来顺受的，只需从容简单的应对 听起来是个好建议，但从来没有人支持我 当时间冲淡了以往，爱意隐藏了伤痕 过来人告诉我走出去，但我也不确定这样是否可以 |
| —Long Long Time歌詞 | —网易云音乐的中文翻譯 |

在該集播出後的一小時內，Long Long Time在美國的Spotify串流次數較前週增加多達49倍；媒體將之對照到2022年凱特·布希的Running Up That Hill在《怪奇物語》第四季播出後的類似現象。根據Luminate統計，在2023年1月28日至30日間，該曲在美國的每日串流量從8000次以下增加到14萬9千次（相當於增加1,776%），日均銷售量躍升至1,500以上（相當於增加13,782%）。在2月11日之前的一週內，Long Long Time首次登頂《告示牌》榜單，而且還是一次三個榜單：6,000下載次數（增長11,181%）登頂搖滾樂數位銷量榜（Rock Digital Song Sales）；歌詞搜尋與使用在美國出現了3,013%的增長，登頂美國歌詞查詢榜（LyricFind U.S.）；在全球則出現2,047%的增長，登頂全球歌詞查詢榜（LyricFind Global）。Long Long Time也在熱門流行歌曲榜上排名第六，在1月電視歌曲榜（January's Top TV Songs）排名第五。已在2021年將歌曲版權脫手的罗什塔表示：「我依然愛著那首歌，而且我很高興蓋瑞會得到一筆意外之財。」。
該集的蒙太奇片段使用了佛利伍麥克的歌曲I'm Coming Home to Stay和Cream的White Room。比爾與法蘭克的最後一幕以馬克斯·李希特歌曲On the Nature of Daylight的器樂版為配樂。霍爾在拍《這是罪》（2021年）時就嘗試用過這首曲子，但無法如願。此次他以暫時音軌的名義使用該曲，所幸HBO批准了購買授權的開銷；攝影指導艾本·博特（Eben Bolter）原本料想該曲會在剪接時就被撤換掉，特別是出於授權費的緣故，得知曲子得以保留讓他十分感動。作為對該集的回應，李希特發布了一支他彈奏該曲的TikTok影片，並將之獻給比爾與法蘭克。On the Nature of Daylight在《告示牌》1月電視歌曲榜排名第十。

### 拍攝

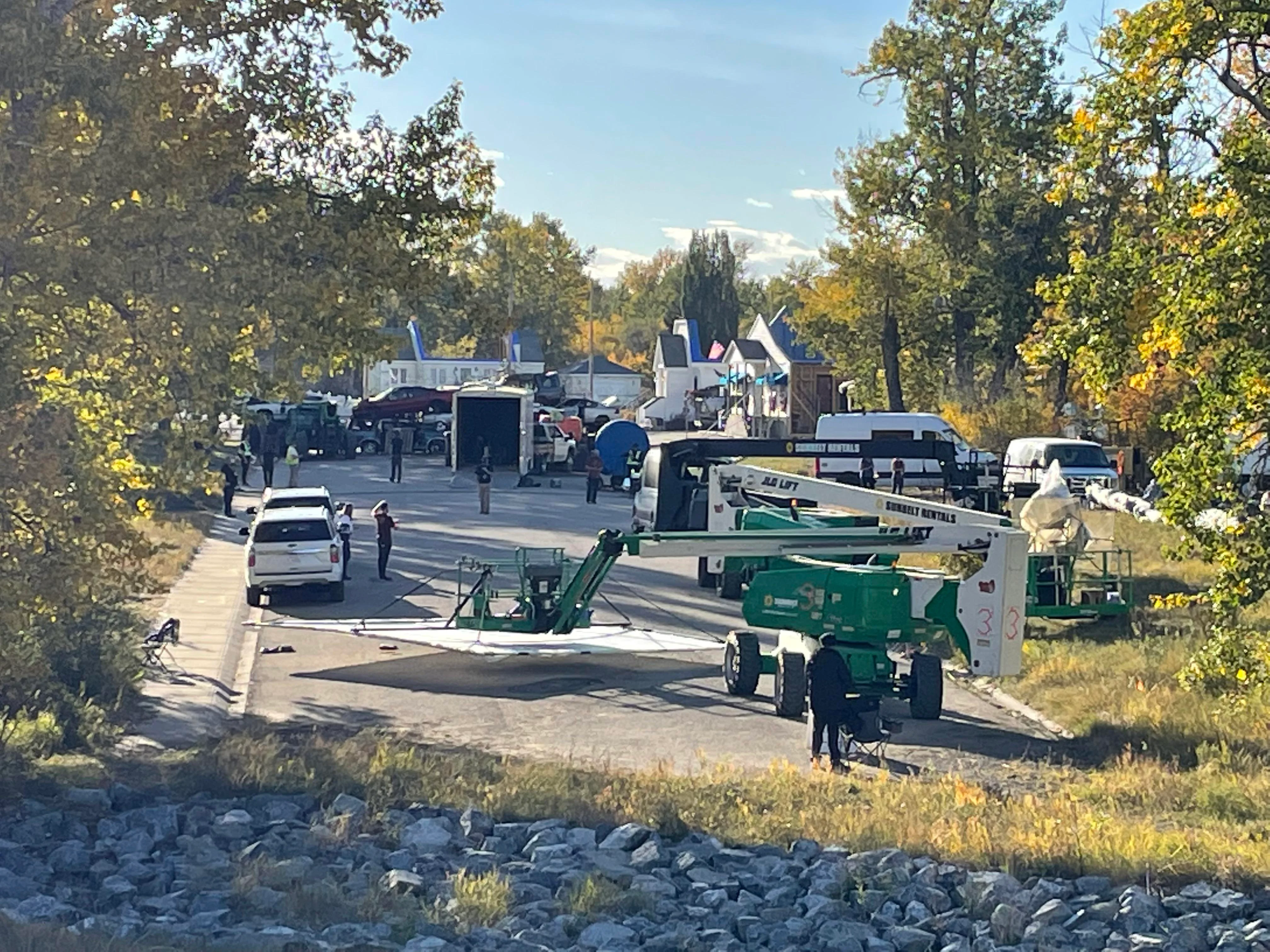
該集拍攝時，比爾居住的林肯鎮小鎮建造於艾伯塔省高河鎮 (亞伯達省)的舊比奇伍德區

《最後生還者》第一季於2021年7月至2022年6月間在加拿大艾伯塔省製作，期間《很久很久以後》於2021年9月在卡尔加里一帶拍攝，事前準備和實際拍攝各花了20天左右。艾本·博特（Eben Bolter）擔任該集的攝影指導。一些規模較大的場景大致上按照劇情順序拍攝。喬爾在河邊的開場鏡頭攝於班夫，博特希望開場的鏡頭有一種「朝陽初升時的清晨感覺」。製作團隊一度討論要用數位技術移除背景中的山巒，以求更符合麻薩諸塞州的地景，但最終仍將之保留。接下來的幾幕跟隨著喬爾與艾莉，取景地點位在綿羊河瀑布；博特安排了大型打光設備，以應對太陽被雲遮蔽的情況。兩人步行的橋段攝於克羅斯保護區（Ann & Sandy Cross Conservation Area）、魚溪省立公園的一座石頭橋，以及鄰近22號艾伯塔省高速公路的普利迪斯雜貨店（Priddis General Store）。比爾初登場的一些橋段拍攝於山麓縣馬澤帕（Mazeppa）的燃氣發電場，以及肖恩尼西一家已關閉的勞氏裝修賣場（在劇中布置成家得宝）。
劇組在高河鎮的舊比奇伍德區（Beachwood）打造了比爾居住的林肯鎮小鎮，當地在2013年亞伯達洪水之後就處於廢棄狀態。2021年7月12日，高河鎮議會批准了申請，劇組得以於即日起到10月31日之間在比奇伍德拍片；為了回報，劇組捐贈高河鎮10萬加元，當作社區營造基金。劇組還另行給該鎮支付1萬5千加元，補償在舊比奇伍德區砍掉的三棵樹木。美術指導約翰·帕諾（John Paino）和其團隊將劇中的小鎮搭建起來，費時六至十二週。根據帕諾的說法，比爾的家族是這座小鎮「最早落腳的人」，線索包含他們的屋子在鎮中央，以及屋內收藏有古董。由於艾伯塔省是凍原地形，劇組必須從溫哥華運來綠色植物來布置小鎮。劇中的草木比尋常更多，用意是顯示出時間的流動。帕諾的團隊沒有蓋屋頂，因此視覺效果團隊需要在後製時為每個鏡頭加上屋頂。被搭起的小鎮僅用作外景，大多數的內景搭建於摄影棚，包含比爾房屋的屋內和地堡，比爾房屋的前廳在攝影棚和外景區都有搭建。
對於鋼琴彈唱的橋段，麥辛希望有現場演奏的感覺，所以用三架攝影機同時攝製，兩架分別對準奧佛曼和巴特利特，還有一架可在兩人之間移動。因為不會錯失演員的任何演出，該橋段得以一鏡到底拍完。小草莓田的橋段拍攝時適逢最後一道適合拍片的日光；霍爾稱該場景是他最喜歡的時刻：「因為它是這麼的渾然天成且真實。」在拍攝掠奪者入侵的動作戲時，搭在外景區的前廳派上了用場，讓從屋內到屋外的鏡頭可以銜接。整場戲中，霍爾為求寫實而使用最小限度的打光，僅有火光和偶爾的閃光。麥辛協助拍了額外的特写鏡頭，讓整個片段更完善。博特是原作遊戲的粉絲，他向麥辛提議用窗戶鏡頭（致敬遊戲第一集的主選單）當作最後一幕；劇組將房間靠窗的部份以布景形式建在一個高台上，讓該升降鏡頭得以拍到遠處喬爾與艾莉開車離開，之後攝影機穿過窗戶退回室內。博特表示那個鏡頭是他們努力爭取來的。劇組最後拍攝的鏡頭是比爾與法蘭克在臥室裡度過最後一天，該集於2021年10月5日杀青。

## 反響

### 收視表現
該集於2023年1月29日在HBO播出。原作遊戲中泰絲的配音員安妮·沃斯奇在播出當日去世；該集在數天後略做修改，加入對她的緬懷。首播當晚，該集在美國獲得640萬名觀眾收看（涵蓋有線電視和串流平台），較前集多出12%、較再前一集多出37%。在有線電視方面，該集首播當晚有74萬7千人收看，收視率為0.21。

### 評價
根据評論匯總网站爛番茄汇总的50篇评论文章，98%的评论家给予该作正面评价，平均打分为9.9分（满分10分）。该网站总结的评论家共识是“《很久很久以前》有著客串演員尼克·奧佛曼與莫瑞·巴特利特獻上的精采演出，這集自成一體的故事使《最後生還者》的廣闊故事更加深刻。”劇評人強烈認為該集是《最後生還者》第一季最佳的一集，有劇評人稱之為近年最佳的電視劇分集；《滾石雜誌》在2024年9月將該集列為史上最佳電視劇分集的第50名，筆者克里斯·克魯茲（Chris Cruz）形容該集是「展示出末日世界且並非一味賣弄苦情的罕見作品。」《荷里活報道》的丹尼爾·范恩伯格（Daniel Fienberg）覺得該集使全劇上升到新的層次。《帝國雜誌》的約翰·努金特（John Nugent）讚譽該集給他「近期印象中最棒的一小時觀劇時光」，《衛報》的安迪·韋爾奇（Andy Welch）稱之為「無疑充滿魔力的電視節目」。有线电视新闻网（CNN）的布萊恩·勞瑞（Brian Lowry）撰文稱該集的最後一個鏡頭「為幾近完美的一小時電視劇畫下完美句點」。有的劇評人將比爾與法蘭克的故事對照到2009年電影《天外奇蹟》的開場片段，稱兩者皆成功以有限的時間述說一則溫暖人心但又使人心碎的故事。
奧佛曼與巴特利特的演出備受讚譽；《Complex》的威廉·古德曼（William Goodman）稱之為「生涯巔峰」，《电视指南》的凱特·穆恩（Kat Moon）認為兩人都值得入圍艾美奖，但覺得奧佛曼的演出「需要觀眾花點注意力」。對於比爾的演員曾換過人一事，《衛報》稱「如今已經難以想像讓奧佛曼以外的人來演了」。劇評人讚譽奧佛曼對比爾溫柔一面的詮釋，以及巴特利特演繹出的積極熱切和魅力；《TVLine》將兩人列為當週的最佳演出者。《極客巢穴》的筆者伯納德·布（Bernard Boo）撰文稱兩人的「搭檔演出完美無瑕」，《Vulture》的基斯·菲普斯（Keith Phipps）稱讚了兩人在沒有對白的情況下傳達情感的能力。反之，《Vulture》的另一筆者傑克森·麥克亨利（Jackson McHenry）覺得奧佛曼和巴特利特「受困於呆板的角色，演出彷彿酒後自憐的一舉一動」。佩德羅·帕斯卡與貝拉·拉姆齊分飾喬爾和艾莉的表現得到好評。
《影音俱樂部》的大衛·寇特（David Cote）稱讚克雷格·麥辛所寫的劇本，欣賞其中不至於太庸俗的幽默和情意。《Push Square》的亞倫·貝恩（Aaron Bayne）對於改寫遊戲故事的決定表示讚賞；《Mashable》的貝倫·愛德華茲（Belen Edwards）覺得若不那麼做，這集的美好之處將不復存在。《Slate》的維多利亞·里特沃（Victoria Ritvo）指出，該集的故事成功與整齣劇有所聯繫，但同時又自成一體，他對此表示好評。《IGN》的賽門·卡迪（Simon Cardy）稱比爾和法蘭克的最後一個日子「從頭到尾都十分感人」；《極客巢穴》的筆者布則認為該橋段「令人心痛到難以直視」，並稱能做到這一點非常不簡單，考量到兩位角色僅有這麼點出場時間。《伦敦旗帜晚报》的維琪·傑索普（Vicky Jessop）覺得，該集雖然優美動人，但未向不熟悉原作遊戲的觀眾做足夠的解釋。《Vulture》的麥克亨利撰文稱該集「奮力模仿我們心目中的電視劇名作，以致於什麼都忘了表達」。《IndieWire》的史蒂夫·葛林（Steve Greene）讚賞導演彼得·霍爾與美術指導約翰·帕諾（John Paino）的表現，《Total Film》的布萊德利·羅素（Bradley Russell）稱讚霍爾成功將微不足道的時刻昇華成重要的瞬間，並舉小草莓田的橋段為證據。在該集播出後，斯蒂芬·斯皮尔伯格寄了封電子郵件給麥辛，後者將之分享給霍爾、奧佛曼、巴特利特和博特看。
《广播时报》的亞當·史塔基（Adam Starkey）認為該集對成年男同性戀者的描繪在影劇界樹立了新標竿；《Slate》的J·布萊恩·洛德（J. Bryan Lowder）指出，時下反LGBT情緒日益增長，那些人聲稱LGBT群體用「性別意識形態」和性偏差來招募兒童，在此環境下，該集對男同性戀情侶的正向描繪非常適時且強而有力。《Kotaku》的肯尼斯·雪帕德（Kenneth Shepard）點出，比爾與法蘭克的關係與現實中的LGBT歷史有所聯繫，而在故事中那些往事在浩劫後已不再眾所周知，尤其是對較年輕的角色來說。《华盛顿邮报》的萊利·麥克勞（Riley MacLeod）認為該集出現了一些媒體對男同性戀的常見描寫，例如其中一人患病以及情侶倆獨自生活，有點陷入窠臼，但也認同這些情況有一部分是因為浩劫的緣故，無關他們的性取向。該集在互联网电影数据库（IMDb）和Metacritic上成為評論轟炸的目標，媒體報導大多視原因為恐同情緒。

### 獎項
| 屆次與獎名                   | 獎項                                   | 入圍者                                                                                                   | 結果 | 來源            |
| ---------------------------- | -------------------------------------- | --- | ---- | --------------- |
| 第75届黄金时段艾美奖         | 最佳編劇                               | 克雷格·麥辛                                                                                              | 提名 | [ 102 ] [ 64 ]  |
| 第75届黄金时段艾美奖         | 最佳導演                               | 彼得·霍爾                                                                                                | 提名 | [ 102 ] [ 64 ]  |
| 第75届黄金时段创意艺术艾美奖 | 最佳戲劇類影集男客串演員               | 尼克·奧佛曼                                                                                              | 獲獎 | [ 102 ] [ 64 ]  |
| 第75届黄金时段创意艺术艾美奖 | 最佳戲劇類影集男客串演員               | 莫瑞·巴特利特                                                                                            | 提名 | [ 102 ] [ 64 ]  |
| 第75届黄金时段创意艺术艾美奖 | 最佳現代風格化妝                       | 康妮·帕克（Connie Parker）與喬安娜·米羅（Joanna Mireau）                                                 | 提名 | [ 102 ] [ 64 ]  |
| 第75届黄金时段创意艺术艾美奖 | 最佳現代風格髮型設計                   | 克里斯·葛林姆斯戴爾（Chris Glimsdale）、潘妮·湯普森（Penny Thompson）與寇特妮·烏利西（Courtney Ullrich） | 提名 | [ 102 ] [ 64 ]  |
| 第75届黄金时段创意艺术艾美奖 | 最佳電視劇編曲                         | 古斯塔沃·桑塔歐拉拉                                                                                      | 提名 | [ 102 ] [ 64 ]  |
| 第1屆阿斯特拉創藝電視獎      | 最佳戲劇類影集男客串演員               | 尼克·奧佛曼                                                                                              | 獲獎 | [ 103 ] [ 104 ] |
| 第1屆阿斯特拉創藝電視獎      | 最佳戲劇類影集男客串演員               | 莫瑞·巴特利特                                                                                            | 提名 | [ 103 ] [ 104 ] |
| 第39屆獨立精神獎             | 最佳新有腳本影集配角演出               | 尼克·奧佛曼                                                                                              | 獲獎 | [ 105 ] [ 106 ] |
| 第39屆獨立精神獎             | 最佳新有腳本影集配角演出               | 莫瑞·巴特利特                                                                                            | 提名 | [ 105 ] [ 106 ] |
| 第51屆土星獎                 | 最佳電視劇客串演員                     | 尼克·奧佛曼                                                                                              | 提名 | [ 107 ]         |
| 第28届衛星獎                 | 最佳男配角－影集、迷你影集及電視電影類 | 莫瑞·巴特利特                                                                                            | 提名 | [ 108 ]         |
| 2023年道林獎                 | 最佳電視劇音樂演出                     | 尼克·奧佛曼——Long Long Time                                                                              | 提名 | [ 109 ]         |
| 2023年MTV影視大獎            | 最佳音樂片段                           | 比爾和法蘭克彈鋼琴                                                                                       | 提名 | [ 110 ]         |
| 2023年人道獎                 | 最佳戲劇類劇本                         | 克雷格·麥辛                                                                                              | 獲獎 | [ 111 ]         |
| 第76届美国导演工会奖         | 最佳劇情類影集導演                     | 彼得·霍爾                                                                                                | 獲獎 | [ 112 ]         |
| 第74屆美國電影剪輯師協會獎   | 最佳戲劇類影集剪輯                     | 提摩西·A·古德（Timothy A. Good）                                                                         | 獲獎 | [ 113 ]         |
| 第71屆金膠捲獎               | 最佳對白處理與同步對嘴錄音–一小時影集  | 麥可·J·貝納文特（Michael J. Benavente）與喬·席夫（Joe Schiff）                                           | 提名 | [ 114 ]         |
| 2024年USC編劇獎              | 最佳電視劇改編劇本                     | 克雷格·麥辛                                                                                              | 提名 | [ 115 ] [ 116 ] |
| 2024年雨果奖                 | 最佳短篇戲劇表現獎                     | 《很久很久以後》                                                                                         | 獲獎 | [ 117 ]         |

## 外部連結
- 互联网电影数据库上很久很久以後的资料（英文）
- 豆瓣电影上《很久很久以後》的資料 （简体中文）
- 《Deadline Hollywood》發布的官方劇本（英文）